# Pseudaeginella biscaynensis
Pseudaeginella biscaynensis is een vlokreeftensoort uit de familie van de Caprellidae. De wetenschappelijke naam van de soort is voor het eerst geldig gepubliceerd in 1968 door McCain.